# ギーゼキング多様体
数学におけるギーゼキング多様体（ギーゼキングたようたい、英: Gieseking manifold）は、体積が有限の尖った双曲3次元多様体（cusped hyperbolic 3-manifold）である。向き付け不可能であり、体積はおよそ 1.01494161 で、コンパクトでない双曲多様体の中では最小となっている。Gieseking (1912) によって発見された。
ギーゼキング多様体は、四面体から頂点を取り除き、アフィン線型写像を使って各面のペアを貼り合わせることで構成できる。まず各頂点に 0, 1, 2, 3 と番号を付ける。頂点 0,1,2 からなる面を、頂点 3,1,0 からなる面に、その順番で貼り合わせる。また頂点 0,2,3 の面を、頂点 3,2,1 の面に、その順番で貼り合わせる。
ギーゼキング多様体の双曲構造において、この理想的四面体は、エプステイン＝ペナーの標準多面体分解（canonical polyhedral decomposition）である。さらに、その面によって作られる角度は {\displaystyle \pi /3} である。その三角形分割は一つの四面体と二つの面、一つの辺を持ち、頂点は持たない。したがって、元の四面体のすべての辺はともに貼り合わされることになる。
ギーゼキング多様体は、8の字結び目補空間への二重被覆位相同型を持つ。そこにあるコンパクト多様体は境界としてクラインの壺を持つ。ギーゼキング多様体の第一ホモロジー群は、整数である。
ギーゼキング多様体は、円上のファイバー束で、ファイバーと 1 点穴あきトーラス、およびモノドロミーなアーノルドの猫写像を持つものである。